# ChS8型电力机车
ChS8型电力机车（俄語：ЧС8），是苏联铁路的准高速干线客运电力机车车型之一，适用于供电制式为25千伏50赫兹工频单相交流电的电气化铁路。
自1950年代起，按经济互助委员会分工，苏联向东欧国家出口干线柴油机车，而从捷克斯洛伐克进口电力传动调车柴油机车和干线客运电力机车，ChS7型电力机车为其中之一。1983年，为了满足苏联铁路对交流电气化铁路准高速客运电力机车的需求，斯柯达公司在ChS4T、ChS7型电力机车基础上开发研制了ChS8型电力机车。ChS8型电力机车为双节八轴准高速客运电力机车，机车轴式2×（Bo-Bo），持续功率7200千瓦，最高运行速度180公里/小时，采用晶闸管相控调压、牵引电机架悬式全悬挂、电机空心轴弹性传动装置。1987年，首两台机车完成各种试验后，苏联引进了第一批ChS8型电力机车投入运营，主要用于牵引24～32节的超长编组旅客列车。